# Брикрен
Брикрен (Брикру), ирл. Bricriu — персонаж уладского цикла в ирландской мифологии. Имя «Брикрен», скорее всего, связано со словом brecc — «пёстрый».
Согласно древнеирландским генеалогическим схемам, Брикрен был сыном Карбада и троюродным (или двоюродным) братом короля Конхобара. В сагах уладского цикла он играет роль сеятеля раздора, трикстера.

## Пир Брикрена
Брикрен является одним из главных героев саг «Пир Брикрена» и «Пир Брикрена и изгнание сыновей Дола Диармайда». В «Пире Брикрена» (Fled Bricrend) он строит чудесный дом, куда собирает на пир других героев. Одновременно трем героям — Кухулину, Коналлу и Лоэгайре — он обещает кусок героя (cauradmir) — самую лучшую и почётную порцию на пиру. Конхобар удерживает обманутых героев от поединка, и далее они борются за первенство, совершая подвиги: сражаются с чудовищными котами, вступают в поединок с великанами, с «духами долины». Наконец, король Мунстера Ку Рои, явившись в облике гиганта, признает Кухулина первым из уладских героев.
В более поздней саге «Пир Брикрена и изгнание сыновей Дола Диармайда» завязка такая же — пир в доме Брикрена — но здесь Кухулин отправляется за море, чтобы спасти пропавших сыновей Дола Диармайда.

## Брикрен в других источниках
Брикрен фигурирует во многих других сагах уладского цикла. Мы узнаём, что после трагической гибели сыновей Уснеха он отправился в изгнание вместе с Фергусом и оказался при дворе королевы Медб.
В некоторых сагах Брикрен изображается, как филид, знаток поэтического искусства («Разговор двух мудрецов»). Как придворный поэт Фергуса он фигурирует в позднем варианте саги «Похищение стад Флидас». Брикрену приписывалось изобретение особого вида огама (в Auraicept na n-Éces), и в древнеирландских юридических текстах он иногда упоминается как авторитет по вопросам права.
В «Похищении быка из Куальнге» рассказано две версии гибели Брикрена: по одной он поссорился с Фергусом, и тот пробил ему голову фигуркой от настольной игры «фидхелл», по другой — Брикрена затоптали быки (Бурый из Куальнге и Финдбеннах) во время своего финального поединка.
У Брикрена была жена (которая в «Пире Брикрена» именуется «королевой») и сын.

## Мифология
В работах по ирландской литературе и мифологии образ Брикрена трактуется по-разному. Т. Ф. О’Рахилли считал, что изначально Брикрен — повелитель загробного мира, который задаёт героям трудные задачи. По мнению Жоржа Дюмезиля, Брикрен — одно из отражений индоевропейского персонажа-трикстера, соответствующий скандинавскому Локи и осетинскому Сырдону (см. Нартский эпос). Однако учитывая особенности более развитого, более феодального по сравнению со скифским и германским обществами королевства, Дюмезиль отмечает, что: «...корысть, алчность Брикрена, по-видимому, вполне соответствует некоторому упадку не только воображения, но и пристрастий ирландского и вообще кельтского общества. И, что важнее всего, тут не хватает главной черты: презренная смерть подлого и смешного Брикрена не является карой за злодеяние, подобное тем, которые совершили Локи и Сырдон».